# Verminose

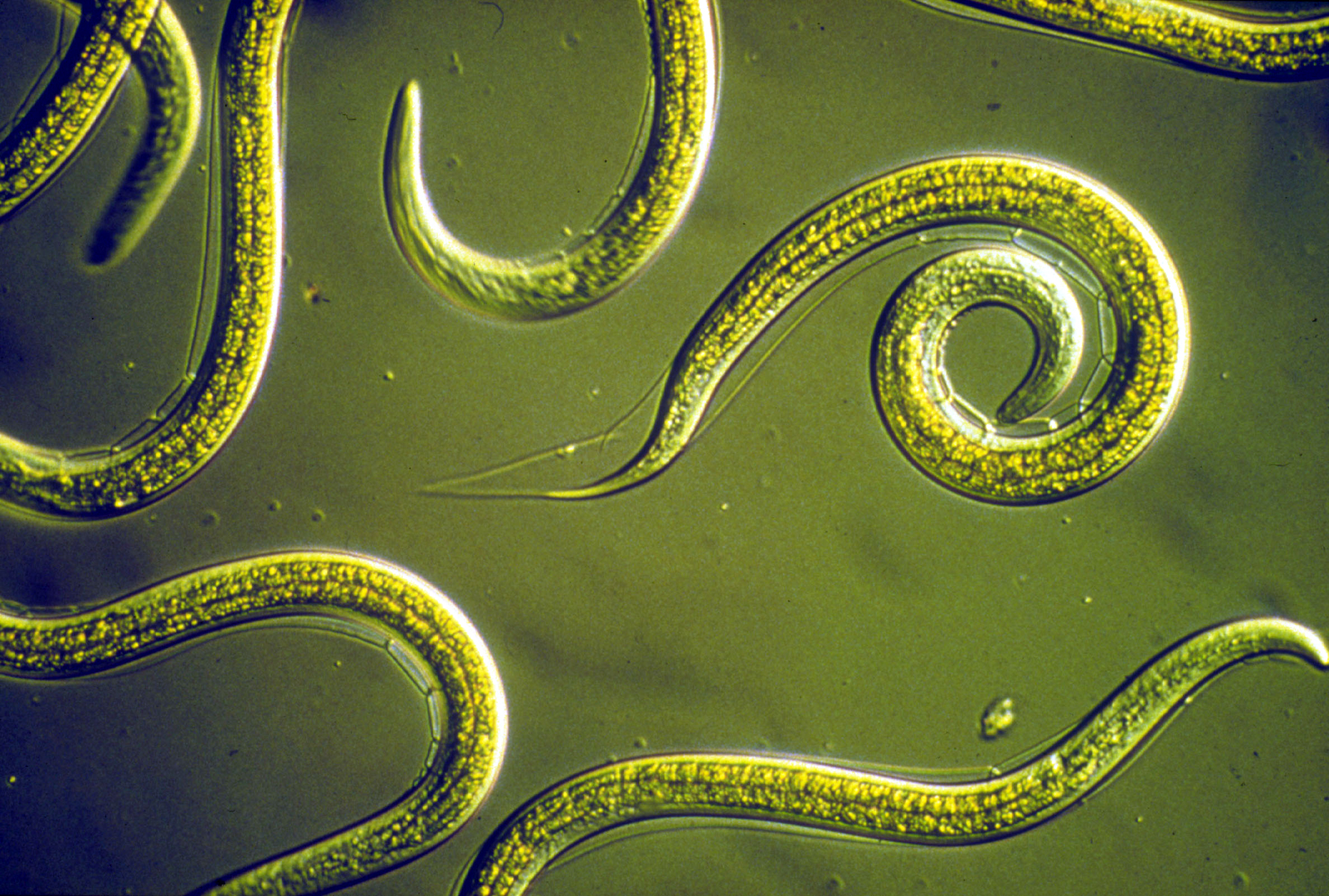
Grupo de nematodes vistos ao microscópio

Verminose é uma doença provocada por agentes citados, denominados parasitas, especialmente endoparasitas que vivem no interior do corpo do hospedeiro. Constitui-se uma doença frequente, de difícil controle pelos órgãos públicos, que acomete o ser humano de forma irrestrita. É observada nas crianças e nos adultos, em ambos os sexos, em todas as classes sociais, tanto na zona rural como nas cidades.
As consequências decorrentes destas doenças podem representar grandes danos à saúde do indivíduo, por vezes até fatais. A prevenção constitui-se a forma mais segura e eficaz contra estas infecções, portanto, as orientações encontradas neste texto são de importância para todos.

## Classificação por agente
As verminoses mais frequentes são: ascaridíase (Lombrigas), teníase (Solitária), oxiuríase, tricuríase.
Outras menos frequente também são importantes, principalmente devido ao quadro clínico de alto risco para o paciente, tais como: estrongiloidíase, esquistossomose, bicho-geográfico, filariose e hidatidose.
| Nome popular                              | Agente etiológico | Transmissão                                                                 | Hospedeiro                                                                                |
| ----------------------------------------- | --- | --------------------------------------------------------------------------- | ----------------------------------------------------------------------------------------- |
| Ancilostomíase, ancilostomose ou amarelão | Ancylostoma duodenale | penetração da larva na pele                                                 | homem                                                                                     |
| Anisaquíase                               | Anisakis sp. | ingestão das larvas, ingestão de peixe cru ou mal cozido                    | crustáceos, peixes, lulas, homem                                                          |
| Ascaridíase                               | Ascaris lumbricoides | ingestão dos ovos de Ascaris                                                | homem                                                                                     |
| Bicho geográfico                          | Ancylostoma braziliense, Ancylostoma caninum, Ancylostoma stenocephaloa                                                                  | contato com fezes e urina de cães e gatos                                   | gatos, cães, homem                                                                        |
| Capilaríase                               | Capillaria sp. | Consumo de peixes mal-cozidos com os ovos da Capillaria                     | gatos, cães, homem                                                                        |
| Cisticercose                              | Taenia solium | água e verduras contaminadas com os ovos de Taenia solium                   | porco, homem                                                                              |
| Clonorquíase                              | Clonorchis sinensis | água e alimentos contaminados, ingestão de carne mal cozida                 | homem                                                                                     |
| Difilobotríase                            | Diphyllobothrium sp. | ingestão de peixes crus, mal cozidos ou defumados em temperatura inadequada | peixes, homem                                                                             |
| Dipilidiose                               | Dipylidium caninum | picada de pulga                                                             | gatos, cães, homem                                                                        |
| Dirofilariose                             | Dirofilaria immitis | picada dos mosquitos dos gêneros Culex, Aedes e Anopheles                   | mamíferos, homem                                                                          |
| Dracunculose                              | Dracunculus medinensis |                                                                             | mamíferos, homem                                                                          |
| Enterobíase, enterobiose ou oxiurose      | Enterobius vermicularis | ingestão dos ovos                                                           | primatas, homem                                                                           |
| Equinococose                              | Echinococcus granulosus, Echinococcus multilocularis                                                                                     | inestão de ovos ou cistos                                                   | ovinos, cães, homem                                                                       |
| Equinostomíase                            | Echinostoma sp. |                                                                             | mamíferos, homem                                                                          |
| Esparganose                               | Spirometra sp. | água contaminada, ingestão de peixe e carne crua ou mal cozida              | peixes, anfíbios, répteis, aves, mamíferos, homem                                         |
| Esquistossomose ou bilharzíase            | Schistosoma mansoni, Schistosoma japonicum, Schistosoma hematobium, Schistosoma intercalatum, Schistosoma mekongi, Schistosoma malayense | penetração da larva na pele                                                 | caramujos Biomphalaria glabrata, Biomphalaria tenagophila e Biomphalaria straminea, homem |
| Estrongiloidíase                          | Strongyloides stercoralis | penetração da larva na pele                                                 | primatas, homem                                                                           |
| Fasciolíase ou fasciolose                 | Fasciola hepatica, Fasciola gigantica | alimentos contaminados por cistos                                           | caramujo do gênero Lymnaea, homem                                                         |
| Filaríase, filariose ou elefantíase       | Wuchereria bancrofti, Brugia malayi, Brugia timori                                                                                       | picada de mosquitos dos gêneros Culex, Anopheles, Mansonia e Aedes          | homem                                                                                     |
| Gnatostomíase                             | Gnathostoma sp. | ingestão de carne mal cozida                                                | peixes, répteis, mamíferos, homem                                                         |
| Himenolepíase                             | Hymenolepis nana | água e alimentos contaminados, hábitos de higiene inadequados               | roedores, homem                                                                           |
| Hipertensão portal                        | Schistosoma sp. | -                                                                           | homem                                                                                     |
| Loaíase                                   | Loa loa | picada de moscas da Tabanidae, especialmente as do género Crysops           | homem                                                                                     |
| Mansonelose                               | Mansonella sp. | picada de mosquitos do gênero Culicoides                                    | homem                                                                                     |
| Necatoríase                               | Necator americanus | penetração da larva na pele                                                 | homem                                                                                     |
| Oesofagostomíase                          | Oesophagostomum sp. |                                                                             | mamíferos, homem                                                                          |
| Oncocercose                               | Onchocerca volvulus | picada do mosquito Simulium damnosum                                        | homem                                                                                     |
| Paragonimíase                             | Paragonimus westermani | ingestão de frutos-do-mar contaminados                                      | caracol do género Oncomelania, cães, felinos, homem                                       |
| Teníase                                   | Taenia solium / Taenia saginata | carne de porco/boi mal-cozida                                               | suínos, bovinos, homem                                                                    |
| Toxocaríase                               | Toxocara canis / Toxocara catis | água e alimentos contaminados com fezes de cães e gatos                     | cães, gatos, homem                                                                        |
| Tricuríase                                | Trichuris trichiura | alimentos contaminados                                                      | homem                                                                                     |
| Triquinelose                              | Trichinella sp. | ingestão de carne de porco mal cozida                                       | porco, homem                                                                              |

## Principais sintomas
Os principais sintomas relacionados com as verminoses são: cólicas abdominais, enjoo, mudança do apetite, falta de disposição, fraqueza, emagrecimento, tonturas, vômitos, diarreia com ou sem perda de sangue ou fome constante.
Verminose não é somente um problema que afeta pessoas de baixa renda, encontra-se em todas as camadas da população. A conscientização de higiene seria a melhor forma de combater esta grande patologia, além de exigirmos medidas sanitárias mais sérias no saneamento básico, como também treinamento e controle de qualidade nos restaurantes, bares, lanchonetes, agricultura, escolas, produtores de água mineral, filtros de água e tudo que se relacione à veiculação de água e alimentos.

## Consequências das verminoses
O mais comum é a desidratação causada pela diarreia e vômito, que ocorrem na fase aguda da doença. Outras condições também são descritas em consequência as verminoses: obstrução intestinal, retardo do desenvolvimento físico, comprometimento do comportamento na infância, e anemia cada vez mais grave.

## Transmissão
As verminoses são transmitidas por alimentos contaminados, frutas e verduras mal lavadas, água contaminada, carnes cruas ou mal cozidas, mãos sujas, objetos contaminados (chupetas, brinquedos, copos, pratos, talheres, etc...). Menos frequente é a contaminação pela poeira (lombriga), e através da penetração direta pela pele - "sola dos pés" - como no caso do amarelão e da esquistossomose.

## As responsabilidades dos órgãos públicos
- Tratamento e controle da qualidade da água do abastecimento público;
- Aumento da área coberta por abastecimento público de água e esgoto sanitário;
- Controle rigoroso das condições de saúde dos trabalhadores envolvidos com o manuseio de alimentos;
- Limpeza adequada e rotineira dos reservatórios de água;
- Campanhas de orientações sobre o tema, com programas voltados para a prevenção.

## Prevenção
A prevenção corresponde a melhor forma de proteger a saúde contra as verminoses. Algumas medidas simples são suficientes, tais como:
- Lavar bem as mãos sempre que usar o banheiro, ou antes das refeições;
- Conservar as mãos sempre limpas, unhas aparadas, e evitando colocar a mão na boca;
- Beber somente água filtrada ou fervida;
- Lavar bem os alimentos antes do preparo, principalmente se forem consumidos crus;
- Andar somente calçado;
- Comer apenas carne bem passada;
- Não deixar as crianças brincarem em terrenos baldios, com lixo ou água poluída;
- Manter limpa a casa e o terreno em volta, evitando a presença de moscas e outros insetos;
- Comer somente em lugares limpos e higiênicos;
- Realizar exames parasitológico e tomar vermifugo.

Do ponto de vista da comunidade a prevenção se faz através de:
- Educação para a saúde;
- Lavar bem os alimentos e ter um bom tratamento de rede sanitária;
- Proibição do uso de fezes humanas para adubo;
- Saneamento básico a toda a população;
- Condições de moradia compatíveis com uma vida saudável;
- Coleta de lixo em toda a população,evitando a presença de moscas,baratas...